# Luciano Lama
Luciano Lama (Gambettola, 14 ottobre 1921 – Roma, 31 maggio 1996) è stato un sindacalista, politico e partigiano italiano, noto per essere stato il segretario della CGIL dal 1970 al 1986, Vicepresidente del Senato sotto la presidenza di Giovanni Spadolini dal 1987 al 1994.

## Biografia
Luciano Lama, politico e sindacalista, è stato uno dei più importanti segretari della Confederazione Generale Italiana del Lavoro (CGIL). Figlio di un capostazione delle ferrovie, nasce il 14 ottobre del 1921 a Gambettola (FC) e nel 1943 completa gli studi universitari, laureandosi in scienze sociali a Firenze con Piero Calamandrei.

### Nella Resistenza
Militante socialista, durante la seconda guerra mondiale Lama è ufficiale di complemento nella fanteria e si trova nei pressi di Cesena quando una staffetta porta la notizia dell'armistizio. Partecipa alla Resistenza come comandante partigiano, combattendo prima in Romagna, nell'8ª Brigata Garibaldi "Romagna" (di area comunista), e poi nelle file della Resistenza forlivese dove, grazie anche all'esperienza militare acquisita, è nominato capo di stato maggiore della 29ª Brigata GAP "Gastone Sozzi", formazione che opera attivamente per quasi un anno. Nel settembre 1944 prende contatto con il Comando alleato e concorda un piano tattico comune per la sollecita liberazione della città; è alla testa dei partigiani che liberano Forlì dall'occupazione tedesca.
Nello stesso anno, a 23 anni, viene nominato Segretario della ricostituita Camera del Lavoro unitaria provinciale di Forlì sotto l'egida del Comitato di Liberazione Nazionale (CLN), dove sono presenti i rappresentanti di tutti i partiti democratici, comunisti, socialisti, democristiani, azionisti, socialdemocratici e repubblicani. Finita la seconda guerra mondiale, nel 1946 lascia il PSI e s'iscrive al Partito Comunista Italiano e l'anno successivo, al primo congresso nazionale, è eletto vicesegretario della CGIL, incarico nel quale sarà riconfermato nel 1949, al secondo congresso, tenutosi un anno dopo la scissione sindacale. Nel 1947 è uno dei sette vicesegretari del leader storico della CGIL Giuseppe Di Vittorio, che individua nel giovane romagnolo il proprio erede.

### Segretario della FIOM e deputato
Nel 1952 assume l'incarico di segretario della Federazione italiana lavoratori chimici (Filcea) e poi, nel 1958, passa a dirigere la Federazione impiegati operai metallurgici (FIOM). Nello stesso anno è eletto deputato nelle liste del PCI, carica in cui è riconfermato nelle successive elezioni del 1963 e del 1968. In questa veste di parlamentare entra anche a far parte della Commissione parlamentare sui problemi del lavoro. Nel 1962 entra a far parte della segreteria della CGIL nazionale, allora diretta da Agostino Novella, con il compito di seguire il settore contratti e vertenze, subentrando nell'incarico di segretario confederale a Luciano Romagnoli.
È riconfermato segretario confederale dal VI e dal VII congresso della CGIL. Nel 1969, in nome dell'incompatibilità tra la carica parlamentare e l'azione sindacale, decisa in sede congressuale, presenta le dimissioni dal Parlamento nonché dalla direzione e dal comitato centrale del PCI.
La distensione internazionale e l'apertura a sinistra iniziata da Amintore Fanfani e Aldo Moro dopo il 1960 contribuiscono a migliorare il clima anche all'interno del sindacato: le tre organizzazioni, CGIL, CISL e UIl, cominciano a dialogare fra loro e ad agire in un'ottica unitaria. I primi sintomi di questo nuovo corso tra i sindacati cominciano nelle associazioni di categoria dei metalmeccanici (FIM, FIOM, di cui Lama è leader, UILM) per poi estendersi a tutto il sindacato.

### Segretario della CGIL

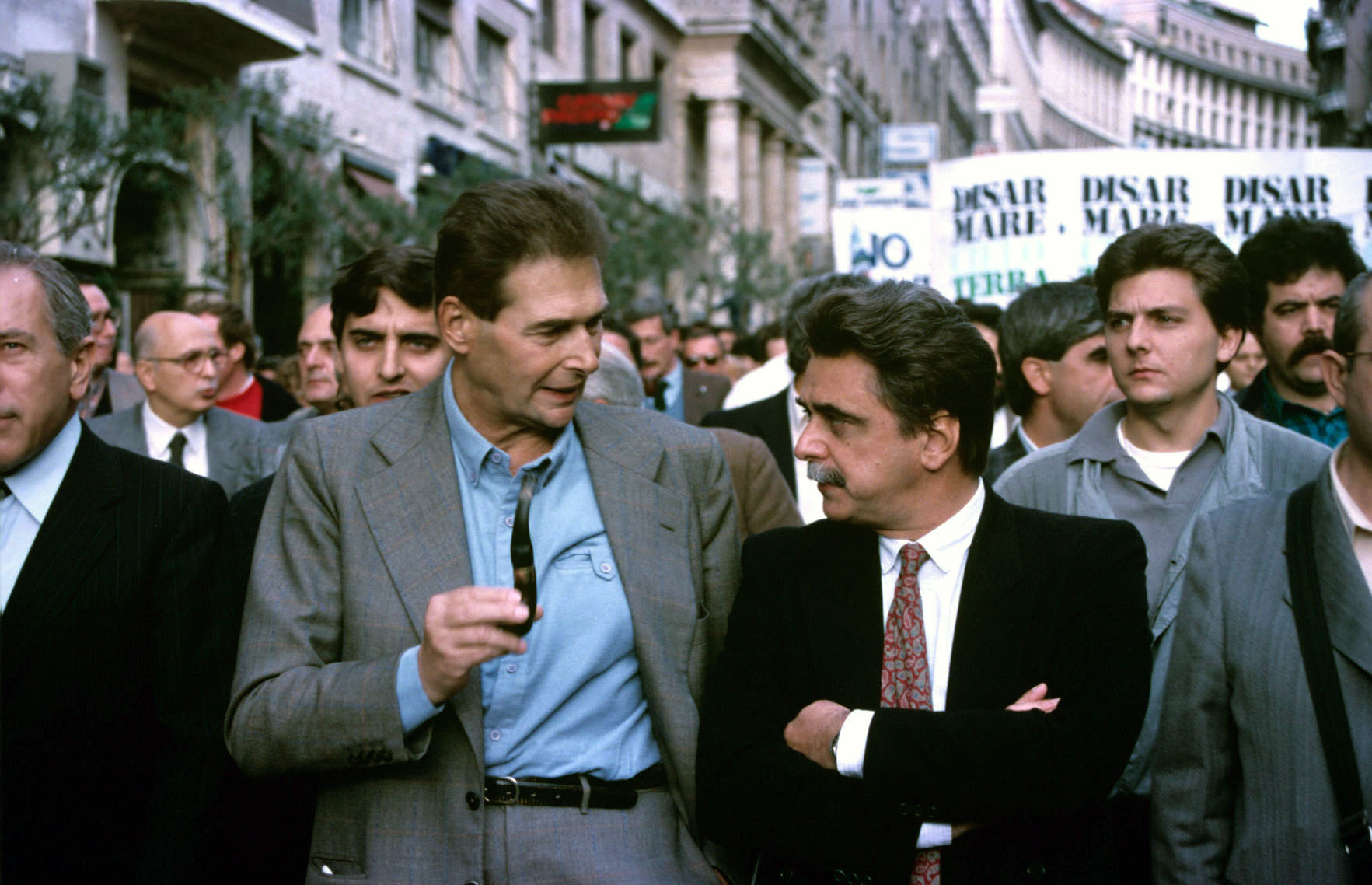
Lama con Achille Occhetto

Nel 1970 Lama diventa segretario generale della CGIL succedendo ad Agostino Novella, incarico che sarà poi riconfermato all'VIII, al IX e al X congresso del sindacato. In questo frangente Lama si impegna affinché, dopo la scissione del 1948, le altre organizzazioni realizzino con la CGIL intese unitarie. Il 24 luglio 1972, grazie al lavoro e impegno di Bruno Trentin e Vittorio Foa, si arriva a un patto federativo tra CGIL, CISL e UIL.
Gli anni settanta sono dunque gli anni dell'affermazione del ruolo politico e sociale del sindacato e della Federazione unitaria CGIL, CISL, UIL di cui Lama, dal 1972 al 1984 (anno di scioglimento della stessa) diventa segretario generale, insieme a Bruno Storti e a Raffaele Vanni. Nel 1975 Lama firma con il presidente della Confindustria Gianni Agnelli l'accordo sul punto unico di contingenza della scala mobile. Sono questi anche gli anni della trasformazione tecnologica della nostra industria e dell'esplodere della disoccupazione come problema drammatico, non soltanto nell'Italia meridionale.
Nel gennaio del 1978, in un'assemblea all'EUR di Roma, propone ai lavoratori una politica di sacrifici, volta a sanare l'economia italiana, rivedendo la posizione del sindacato sul salario come variabile indipendente. Questa scelta venne definita la linea dell'Eur. Contrario a un diretto coinvolgimento del PCI e del PSI all'interno della CGIL, ebbe nel 1980 un violento diverbio con Gianni Agnelli dopo che la FIAT espulse, collocandoli in cassa integrazione, 23 000 dipendenti. Al termine della sua segreteria, nel 1986, la CGIL poteva dirsi rafforzata in termini di influenza politica, in quanto era diventata il principale punto di riferimento della maggior parte dei lavoratori dipendenti, in particolare del settore privato; anche il numero degli iscritti aumentò, soprattutto nel triennio 1975-1977.
Negli anni del terrorismo, Luciano Lama e il sindacato sono in prima linea nella difesa dello Stato: disponibile alle trattative per l'unità dei lavoratori, egli è invece irremovibile nel contrasto al terrorismo, per il quale si impegna anche personalmente. Questa linea politica, che si estendeva all'assenza di dialogo con le forze della sinistra extraparlamentare, lo esporrà anche a dure contestazioni, come quella del 17 febbraio 1977, quando, in occasione di un comizio all'Università "La Sapienza" di Roma, gli studenti, in buona parte vicini a posizioni extraparlamentari, gli impediscono di parlare, colpendolo con una sassaiola e sequestrando il palco, e lo costringono ad allontanarsi sotto la protezione del servizio d'ordine della CGIL. Tale episodio è passato alla storia come la "cacciata di Lama" ed è stato citato da Fabrizio De André nella canzone "Coda di lupo". Il sindacalista tornerà alla Sapienza circa tre anni dopo, il 13 febbraio 1980: fu tra gli oratori della manifestazione organizzata in memoria dell'appena scomparso Vittorio Bachelet, nella quale fu condannato fermamente il terrorismo rosso da parte dei partecipanti.
La nuova visione del sindacato che Lama mette in campo è a favore di un modello sociale con un forte stato sociale, ma non assistenzialista: una società in cui prevalgono i diritti e i doveri dei cittadini e dei lavoratori e non i favori per clienti e amici.
Gli anni ottanta, infine, sono gli ultimi anni di impegno sindacale di Luciano Lama, ma anche fra i più travagliati. Il conflitto si acuisce nell'autunno del 1980 con la vertenza FIAT e la minaccia dei quattordicimila licenziamenti. La rottura della solidarietà nel mondo del lavoro, la lotta alla disoccupazione, la revisione del meccanismo della scala mobile - fattore di inflazione e di appiattimento - sono i temi che Lama si trova ad affrontare.
Ma l'intesa del gennaio 1982 che modifica la copertura della contingenza dura solo per due anni. Il leader della CGIL non riesce a evitare la rottura con CISL, UIL e i socialisti del suo sindacato, e soprattutto la prova del referendum. In questo periodo termina l'emergenza del terrorismo e l'azione unitaria del sindacato subisce una grave rottura: nel 1984 l'allora presidente del Consiglio dei ministri, Bettino Craxi, decide di tagliare per decreto (il cosiddetto decreto di San Valentino) quattro punti di scala mobile. Il PCI si oppone e arriva a promuovere un referendum per abrogare tale legge. La consultazione si tiene l'anno successivo, ma la maggioranza degli italiani vota contro l'abrogazione del taglio e, quindi, a favore del mantenimento della legge.

### Senatore
Nel 1986 Lama lascia il sindacato e, dopo 16 anni, torna alla politica attiva con il PCI. Nel 1987 viene eletto senatore come indipendente nelle liste del PCI; quindi, nel 1991, entra nel Partito Democratico della Sinistra, della cui nascita è sostenitore e fautore, e lo rappresenta a Palazzo Madama come vicepresidente del Senato. Viene rieletto nel 1992, ma al termine del mandato preferisce non ricandidarsi per motivi di età e di salute. La sua attività di parlamentare lo porta, ancora una volta, a interessarsi dei problemi del lavoro, come membro della Commissione permanente lavoro e previdenza sociale e poi, nel 1992, come presidente di una commissione di inchiesta sulle condizioni di lavoro nelle fabbriche italiane.

### Sindaco di Amelia e morte
Nel 1989 viene eletto sindaco di Amelia, cittadina in provincia di Terni, dove da tempo possedeva una casa di campagna. Viene riconfermato nelle elezioni del 1994, le prime che prevedevano l'elezione diretta del sindaco, e resta in carica sino alla sua morte.
Luciano Lama muore, dopo lunga malattia, nella sua abitazione romana il 31 maggio 1996 e viene sepolto nel cimitero del Verano a Roma.

## Archivio

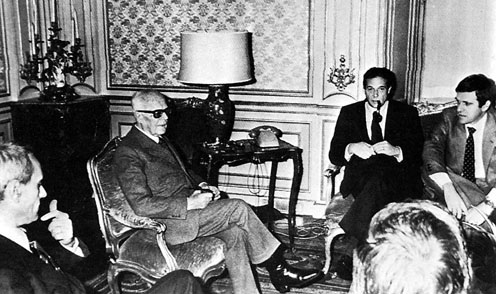
Pierre Carniti, Sandro Pertini, Luciano Lama e Giorgio Benvenuto

L'archivio Luciano Lama è conservato nella sede dell'Archivio storico della Confederazione generale italiana del lavoro - CGIL.
Il fondo risulta costituito da sezioni tipologiche. La prima di queste riguarda il carteggio e, a sua volta, è stata divisa in cinque serie: con gli interlocutori istituzionali; ricevuto da privati, per lo più lavoratori; riservato; con il governo; proveniente dalla Federazione unitaria. Segue la parte inerente agli interventi, ordinati cronologicamente per anno, che si compone anch'essa di cinque serie: fatti presso il PCI e le strutture a esso collegate, quelli svolti presso trasmissioni della Rai; termina la serie del materiale vario inerente a interventi non meglio identificati.
La sezione della documentazione risulta composta di un'unica serie di documentazione informativa che, includendo dei dossier, risulta di particolare interesse storico e politico.
Conclude la serie denominata "Varie" in cui è riunito il materiale audio, le fotografie e altro.

## Scritti

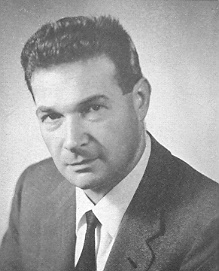
Luciano Lama nel 1968

- Perché la CGIL sia sempre più forte e più grande, Milano, CGIL, 1949.
- Lavoro, collocamento e libertà, prefazione di Luigi Longo, S.l. s.n., 1955.
- Di Vittorio, Roma, Editrice sindacale italiana, 1972.
- Dieci anni di processo sindacale unitario, Roma, Editrice sindacale italiana, 1974.
- Il sindacato di classe ieri e oggi, Roma, Editrice sindacale italiana, 1974.
- Massimo Riva (a cura di), Intervista sul sindacato, Roma-Bari, Laterza, 1976.
- Il sindacato nella crisi italiana, Roma, Editori riuniti, 1977.
- Il potere del sindacato, intervista di Fabrizio D'Agostini, Roma, Editori Riuniti, 1978.
- Giampaolo Pansa (a cura di), Intervista sul mio partito, Roma-Bari, Laterza, 1987.
- Walter Verini (a cura di), Sinistra con vista: conversazione con Luciano Lama, Città di Castello, Edimond, 1995.
- Pasquale Cascella (a cura di), Cari compagni, prefazione di Walter Veltroni, Roma, Ediesse, 1996.
- La memoria e l'impegno: scritti di Luciano Lama dal '45 al '51, Forlì, Grafiche Zoli, 2003.
- Discorsi parlamentari, con un saggio di Cesare Salvi, Bologna, Il mulino, 2004.